# Lactobacillus apodemi
Lactobacillus apodemi è una specie di batterio appartenente alla famiglia delle Lactobacillaceae.